# Ornithidium gualaquizense
Ornithidium gualaquizense là một loài thực vật có hoa trong họ Lan. Loài này được (Dodson) M.A.Blanco & Ojeda mô tả khoa học đầu tiên năm 2007.